# Alain Trussart
Alain Trussart (Ukkel, 6 februari 1956) is een Belgisch politicus, die onder meer lid was van het Waals Parlement.

## Levensloop
Trussart woonde tijdens zijn eerste vijf levensjaren in Belgisch-Congo. Na zijn studies werd hij voornamelijk actief als animator. Hij was een actief lid van de Fédération des Scouts Catholiques en van de lokale Tiers-Monde in Chaumont-Gistoux. In 1984 richtte het Forum voor de Armoedebestrijding in Waals-Brabant op. In de jaren '70 was hij sympathisant van het Rassemblement Wallon, maar werd nooit officieel lid van de partij. Later was hij ook betrokken bij verschillende projecten in verband met ontwikkelingssamenwerking.
In november 1991 werd hij voor Ecolo verkozen tot provincieraadslid van Brabant en zou dit blijven tot in 1994. Na de splitsing van Brabant was hij van 1994 tot 2002 provincieraadslid van Waals-Brabant.
Van 1992 tot 1995 was hij de secretaris van de lokale Ecolo-afdeling van Ottignies-Louvain-la-Neuve en van 1999 tot 2000 was hij ook secretaris van de provinciale Ecolo-afdeling van Waals-Brabant. Van 2001 tot 2002 was hij de coördinator van het nationale partijbureau van Ecolo in opvolging van Jean-Luc Roland.
Van september 2002 tot juni 2004 was hij lid van het Waals Parlement en van het Parlement van de Franse Gemeenschap ter opvolging van Marc Hordies. Van 2003 tot 2004 was hij secretaris van het Waals Parlement. In oktober 2006 werd hij opnieuw provincieraadslid van Waals-Brabant en nadat er een bestuursmeerderheid kwam van de Mouvement Réformateur met Ecolo, werd hij gedeputeerde van de provincie. Hij bleef gedeputeerde tot in 2012, maar bleef tot 2018 nog wel actief als provincieraadslid. Vanaf 2012 was hij de fractieleider van Ecolo in de provincieraad.